# Dorcaschema nigrum
Dorcaschema nigrum là một loài bọ cánh cứng trong họ Cerambycidae.